# Уайт, Джон Херберт
Джон Херберт Уайт (англ. John Herbert White, 22 февраля 1880 — 18 ноября 1920, Лондон) — английский шахматист и шахматный теоретик. Соавтор Ричарда Гриффита по первым трём изданиям книги «Modern Chess Openings», которая переиздаётся до сих пор и остаётся одним из самых авторитетных дебютных руководств на английском языке. Фамилии Уайта и Гриффита фигурировали на обложке книги до седьмого издания включительно (1946). Позже «Modern Chess Openings» редактировали Р. Файн, Ф. Сарджент, М. Голдстейн, Дж. Коллинс, Л. Эванс. Особый вклад в переиздания руководства внёс В. Корн. Последнее по времени издание (2008) вышло под редакцией Ника де Фирмиана.
Был секретарём шахматного клуба в Хампстеде. Обычно передвигался по Лондону на велосипеде. Погиб в ДТП.